# NGC 4112
NGC 4112 ist eine Balken-Spiralgalaxie vom Hubble-Typ SBb im Sternbild Zentaur am Südsternhimmel. Sie ist schätzungsweise 113 Millionen Lichtjahre von der Milchstraße entfernt und hat einen Durchmesser von etwa 55.000 Lj.
Das Objekt wurde am 2. März 1835 von John Herschel entdeckt.